# Kelly Preston
Kelly Preston, född Kelly Kamalelehua Smith 13 oktober 1962 i Honolulu, Hawaii, död 12 juli 2020  i Clearwater, Florida, var en amerikansk skådespelare. Preston medverkade bland annat i filmer som Första gången (1985), Twins (1988), Jerry Maguire (1996), Hämnden är ljuv (1997), Battlefield Earth (2000) Katten (2003), Allt en tjej vill ha (2003), Broken Bridges (2006), Old Dogs (2009) och Gotti (2018). 
Preston var först gift med skådespelaren Kevin Gage och från 1991 gift med John Travolta. Hon var, liksom Travolta, engagerad i Scientologikyrkan. Parets son Jett (född 1992) avled 2009 under familjens semester på Bahamas. Den 23 november 2010 födde hon parets tredje barn, sonen Benjamin.
Preston avled 2020 i sviterna av bröstcancer.

## Filmografi i urval
- 1983 – Christine
- 1983 – Metalstorm
- 1985 – Kedjebrevet
- 1985 – Första gången
- 1986 – SpaceCamp
- 1986 – Dödlig fälla
- 1987 – Love at Stake
- 1987 – Pang i rutan
- 1987 – A Tiger's Tale
- 1988 – Twins
- 1988 – Spellbinder
- 1989 – Experterna
- 1991 – Run
- 1991 – I död och lust
- 1992 – Only You
- 1994 – Dödligt dubbelspel
- 1996 – From Dusk Till Dawn
- 1996 – Jerry Maguire
- 1996 – Citizen Ruth
- 1996 – Love Is a Gun
- 1997 – Hämnden är ljuv
- 1997 – Inget att förlora
- 1998 – Holy Man
- 1998 – Jack Frost
- 1999 – For Love of the Game
- 2000 – Battlefield Earth
- 2001 – Daddy and Them
- 2003 – View from the Top
- 2003 – Allt en tjej vill ha
- 2003 – Katten
- 2004 – Eulogy
- 2004 – Return to Sender
- 2005 – Höjdarskolan: Sky High
- 2006 – Broken Bridges
- 2007 – Death Sentence
- 2008 – Struck
- 2008 – The Tenth Circle
- 2008 – Medium (TV-serie)
- 2009 – Old Dogs
- 2010 – The Last Song
- 2010 – Casino Jack
- 2018 – Gotti
- 2021 – Off the Rails (postumt)